# Андон Пилип Іларіонович
Пили́п Іларіо́нович Андо́н (нар. 16 жовтня 1938, Кіріловка) — вчений у галузі програмування, академік НАН України (2006), доктор фізико-математичних наук (1986), заслужений діяч науки і техніки України.

## Життєпис
Народився 16 жовтня 1938 року у селі Кіріловка (тепер Флорештський район, Молдова). У 1961 р. після закінчення фізико-математичного факультету Кишинівського державного університету зі спеціальності «математика» його направили на роботу в Інститут кібернетики АН УРСР у м. Києві.
Упродовж 1961—1969 рр. Пилип Іларіонович подолав в інституті шлях від інженера до молодшого наукового співробітника. Він спеціалізувався на створенні засобів обчислювальної техніки. Отримані ним результати лягли в основу кандидатської дисертації, яку П. І. Андон захистив у 1967 р. Протягом 1965—1967 рр. він без відриву від виробництва навчався в аспірантурі Інституту кібернетики АН УРСР.
З 1969 до 1980 рр. П. І. Андон був керівником відділення в Спеціальному конструкторському бюро Математичних машин і систем Інституту кібернетики АН УРСР, де працював над розробленням та практичним впровадженням систем оброблення даних на базі ЕОМ. Під його керівництвом виконано низку робіт, які отримали широке використання в народному господарстві.
З квітня 1980 р. по червень 1985 р. він був заступником директора з наукової роботи Спеціального конструкторсько-технологічного бюро програмного забезпечення Інституту кібернетики, з червня 1985 р. по липень 1992 р. його очолював.
У 1992 р. Пилип Іларіонович організував Інститут програмних систем НАН України, директором якого став згодом. У 1986 р. захистив дисертацію на здобуття наукового ступеня доктора фізико-математичних наук.

## Наукова діяльність
П. І. Андон опублікував понад 200 наукових праць, у тому числі 5 монографій. Він підготував 11-х кандидатів і 5-х докторів наук. Крім цього, працював на педагогічній роботі: викладав у Київському національному університеті імені Т. Г. Шевченка, упродовж 1986—1992 рр. був головою Державної екзаменаційної комісії в Національному технічному університеті України «Київський політехнічний інститут».
Пилип Іларіонович — визнаний фахівець у галузі інформатики, програмування, інформаційних систем, баз даних і знань. Він зробив значний внесок у розвиток української кібернетичної школи. У 1961—1969 рр. П. І. Андон виконав цикл робіт із теорії автоматів, розробив нові методи мінімізації функцій алгебри логіки, які використовують при створенні засобів автоматизованого проектування систем дискретної дії. З 1969 року основний напрям наукової діяльності вченого — програмування та інформаційні системи. Він запропонував модель конвеєрних програмних систем, розробив методи їх синтезу, аналізу, оптимізації та організації конвеєрних обчислень на базах даних і знань великих обсягів. Пилип Іларіонович долучився до формування методології створення прикладних програмних систем, у межах якої розробив методи й засоби забезпечення надійності та якості програм на різних фазах їхнього життєвого циклу, методи розрахунків вартості, ризику й трудомісткості програмних систем. За авторської участі та під науковим керівництвом П. І. Андона в Україні розроблено основні стандарти з питань інженерії програмних систем.
У галузі інформаційних систем, баз даних і знань учений розробив формальнологічні основи побудови інтелектуальних інформаційних систем, зокрема теоретичний фундамент, методи і засоби концептуального моделювання предметних областей в умовах неповної і нечіткої інформації, запропонував і дослідив відповідні моделі даних та алгебри, розробив низку методів узагальнення інформації на базах даних; запропонував методологію створення інформаційно-аналітичних систем для підтримки технологій проведення контент-аналітичних досліджень на повнотекстових базах даних із метою кількісного аналізу, аналітичного оброблення та узагальнення змісту текстів для виявлення тенденцій, закономірностей явищ і подій, відображених у текстах. За його участю створено і запроваджено відповідні програмні засоби (система КОНТЕНТ).
П. І. Андон відомий як фахівець із питань створення великих складних розподілених систем. Під його керівництвом розроблено низку систем загальнодержавного та галузевого рівня (АИС ЮПИТЕР, ГАРТ, АРИАДНА). В останні декілька років науково-практичні зусилля вченого сконцентровані на розробленні теорії синтезу прикладних програмних систем у семантичному Інтернет-середовищі та на інформаційних технологіях підтримки наукових досліджень.
Пилип Іларіонович один з ініціаторів створення Національної програми інформатизації України та співпраці України з ЮНЕСКО. Він член 
Консультативної ради з питань інформатизації при Верховній Раді України, 
Міжнародної комп'ютерної асоціації АСМ і комп'ютерного товариства 
IEEE, входить до складу Програмних комітетів багатьох міжнародних наукових конференцій з програмування. П. І. Андон — член редколегій низки профільних наукових часописів (зокрема, «Компьютерная математика», «Системні дослідження та інформаційні технології», «Управляющие системы и машины»), а також засновник і головний редактор журналу «Проблеми програмування».
В останні роки зусилля П. І. Андона сконцентровані на побудові високошвидкісної оптоволоконної академічної мережі обміну даними (АМОД), розробці та впровадженні сучасних інформаційних технологій підтримки наукових досліджень у повсякденну діяльність НАН України, розробці засобів та технології створення електронних наукових бібліотек, розвитку ГРІД-середовища, розробці теорії синтезу прикладних програмних систем в семантичному Інтернет-середовищі. Особливо вагомим є внесок Пилипа Іларіоновича Андона у побудову великих складних розподілених систем загальнодержавного та галузевого рівня. На сьогодні знайшли широке впровадження в структурні підрозділи Міністерства оборони та Державної прикордонної служби України системи СТВОЛ, ГАРТ, АРКАН, які працюють в умовах реального часу. Окрім того, пройшла промислову експлуатацію і впроваджена в дію АМОД, яка інтегрована з польською науковою мережею PIONER і Українською науково-освітньою мережею УРАН.

## Нагороди і звання
За плідну творчу працю, інноваційну спрямованість наукових досліджень, високу значимість та ефективність наукової й педагогічної діяльності П. І. Андона нагороджено:
- орденом «За заслуги» III ступеня
- орденом Трудового Червоного Прапора
- медаллю «За трудову доблесть»
- медаллю «За доблестный труд»
- Почесною грамотою Верховної Ради України

Він — лауреат державних премій у галузі науки і техніки УРСР та України, премій Ради Міністрів СРСР, премій НАН України імені В. М. Глушкова та імені С. О. Лебедєва.
Має почесне звання «Заслужений діяч науки і техніки України».